# Bye Bye Baby
Bye Bye Baby a fost ultimul single de pe albumul din 1992 al Madonnei, Erotica. Melodia a fost lansată numai în Australia, Japonia, Noua Zeelanda, Italia și Brazilia.
Varianta demonstrativă a piesei are aceleași versuri ca cea finală, diferențele de ritm fiind minore dintre cele două fiind minore. De asemenea, varianta originală este cu două minute mai lungă, refrenul fiind repetat de mai multe ori, însă nu conține ultimul vers - „You fucked it up”.

## Videoclip
Într-un interviu pentru MTV, Madonna a declarat că nu va filma un videoclip pentru acest single deoarece "abia ultimul este cel pe care MTV l-a difuzat cu adevărat."